# Apolinário (zelador do palácio)
Apolinário (em latim: Apollinaris) foi um oficial romano do século IV, ativo durante o reinado do imperador Constâncio II (r. 337–361). Era filho de Apolinário e genro do prefeito pretoriano do Oriente Domiciano. Ele serviu como zelador do palácio (agens palatii) do césar Constâncio Galo e em 353/354, foi enviado por Domiciano à Mesopotâmia para procurar evidências da traição de seu mestre. Quando Domiciano foi assassinado naquele ano, fugiu para Constantinopla, mas foi preso e levado de volta. Ele e seu pai foram exilados e então assassinados.